# Yangavis
Yangavis is een geslacht van uitgestorven vogels, behorend tot de Pygostylia, dat tijdens het Vroeg-Krijt leefde in het huidige China. De enige benoemde soort is Yangavis confucii.

## Vondst en naamgeving
Bij Sihedang in Liaoning werd het fossiel gevonden van een vogel.
In 2018 werd de typesoort Yangavis confucii benoemd en beschreven door Wang Min en Zhou Zhonghe. De geslachtsnaam eert de befaamde Chinese paleontoloog Yang Zhongjian en verbindt diens naam met een Latijn avis, 'vogel'. De soortaanduiding verwijst naar de Chinese filosoof Confucius en is meteen een verwijzing naar het behoren tot de Confuciusornithidae.
Het holotype IVPP V18929 is gevonden in een laag van de Yixianformatie die dateert uit het Aptien. Het bestaat uit een vrijwel compleet skelet, platgedrukt op één enkele plaat. Het mist slechts de staart en de rechtervoet. Het ligt vrijwel geheel in verband. Resten van een verenkleed ontbreken, wat een uitzondering is voor vogelfossielen uit de formatie.

## Beschrijving
Yangavis heeft een vleugelspanwijdte van ongeveer een halve meter.
Yangavis lijkt sterk op zijn verwant Confuciusornis. Hij verschilt van alle andere Confuciusornithidae in een aantal autapomorfieën. De opgaande tak van het bovenkaaksbeen heeft een rechthoekig profiel en bezit een richel op de buitenste zijkant die schuin van voren en beneden naar achteren en boven loopt. De klauw van de tweede vinger is niet sterk gereduceerd. De klauw van de eerste teen is net zo groot als die van de tweede en vierde teen in plaats van de kleinste te zijn. De derde teen is langer dan de tarsometatarsus, de middenvoet. Van speciaal Confuciusornis sanctus wijkt Yangavis af in het ontbreken van een brede trog op de zijkanten van de borstwervels en in een hogere, of meer naar voren gelegen, positie van het bultje op het tweede middenvoetsbeen. De eerste teen heeft meer dan de helft van de lengte van het tweede teen, terwijl dat minder dan de helft is bij C. sanctus en Eoconfuciusornis. Bovenarm en onderarm samen zijn 19 procent langer dan bovenbeen en onderbeen samen terwijl die verhouding 0,91–1,08 bedraagt bij C. sanctus, 1,06 bij C. dui, 0,93 bij Changchengornis hengdaoziensis en 0,96 bij E. zhengi.

## Fylogenie
Yangavis is in de Confuciusornithidae geplaatst, boven Eoconfuciusornis in de stamboom en onder Changchengornis. Als deze positie klopt, moet Yangavis het kenmerk van een verkleinde tweede handklauw weer verloren hebben. De functie hiervan was de beschrijvers een raadsel.